# Province d'Ubon Ratchathani
La province d'Ubon Ratchathani (en thaï : อุบลราชธานี) est une province (changwat) de Thaïlande. C'est la 3ème province la plus peuplée de Thaïlande avec 1 869 608 habitants en 2023 ( derrière Bangkok et la province de Nakhon Ratchasima (ex Khorat), devant la province de Chiang Mai et la province de Khon Kaen).

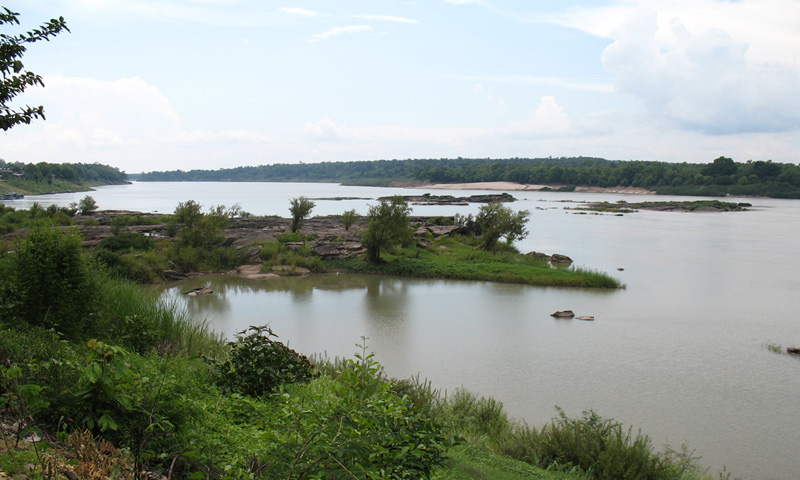
Fleuve Mékong à Khong Chiam

Elle est située dans le nord-est du pays. Sa capitale est la ville d'Ubon Ratchathani.

## Histoire
Jusqu'en 1972, il s'agissait de la plus grande province du pays. La province de Yasothon en a été séparée en mars 1972, et la province d'Amnat Charoen en 1993.

## Subdivisions

Carte des amphoe (districts) de la province d'Ubon Ratchathani.

La province thaïlandaise d'Ubon Ratchathani est subdivisée en 25 districts (amphoe) ; Ces districts sont eux-mêmes subdivisés en 219 sous-districts (tambon) et 2 469 villages (muban).
1. Mueang Ubon Ratchathani (en)
2. Si Mueang Mai (en)
3. Khong Chiam (en)
4. Khueang Nai (en)
5. Khemarat (en)
6. Det Udom (en)
7. Na Chaluai (en)
8. Nam Yuen (en)
9. Buntharik (en)
10. Trakan Phuet Phon (en)
11. Kut Khaopun (en)
12. Muang Sam Sip (en)
13. Warin Chamrap (en)
14. Phibun Mangsahan (en)
15. Tan Sum (en)
16. Pho Sai (en)
17. Samrong (en)
18. Don Mot Daeng (en)
19. Sirindhorn (en)
20. Thung Si Udom (en)
21. Na Yia (en)
22. Na Tan (en)
23. Lao Suea Kok (en)
24. Sawang Wirawong (en)
25. Nam Khun (en)